# A Day at the Beach
A Day at the Beach is een Britse film uit 1970, gebaseerd op het boek Een dagje naar het strand van de Nederlandse schrijver Heere Heeresma. Het scenario is geschreven door Roman Polański, die aanvankelijk ook regisseur zou zijn. Uiteindelijk is de film grotendeels geregisseerd door  Simon Hesera.
Theo van Gogh heeft in 1984 met Een dagje naar het strand een tweede verfilming van het boek gemaakt.

## Verhaal
Alcoholist Bernie neemt een Winnie, een jong meisje met een beenbeugel, een dagje mee naar het strand. Het regent in de vervallen Nederlandse badplaats vrijwel onafgebroken. Winnie noemt Bernie "oom", maar hij is mogelijk haar biologische vader. In de loop van de dag ontmoeten ze verschillende mensen die Bernie beledigt of oplicht om een drankje te verkrijgen. Winnie wordt vaak aan haar lot overgelaten en maakt zich steeds meer zorgen over de conditie van Bernie. Wanneer hij 's nachts uiteindelijk op straat in elkaar zakt, raakt Winnie in paniek omdat er niemand is die hulp kan bieden.

## Rolverdeling
| Acteur         | Personage        |
| -------------- | ---------------- |
| Mark Burns     | Bernie           |
| Beatie Edney   | Winnie           |
| Fiona Lewis    | Melissa          |
| Maurice Roëves | Nicholas         |
| Jack MacGowran | kaartjesverkoper |
| Peter Sellers  | kioskhouder      |
| Graham Stark   | Pipi             |
| Joanna Dunham  | Tonie            |
| Eva Dahlbeck   | caféhoudster     |